# Мухаммадія
Мухаммадія (тат. Мөхәммәдия) - медресе, що діяло наприкінці XIX - на початку XX сторіччя в Казані.
Створене в 1882 році зусиллями Галімжана Баруді. Спочатку було суто духовним навчальним закладом, проте пізніше почало готувати також вчителів. З 1891 року в медресе був запроваджений так званий новий метод навчання. 
У 1918 році медресе було ліквідоване. 
У 1993 році Мухаммадія знову відкрилася як медресе під егідою духовного управління мусульман Татарстану. 